# Parapercis multifasciata
Parapercis multifasciata is een straalvinnige vissensoort uit de familie van krokodilvissen (Pinguipedidae). De wetenschappelijke naam van de soort is voor het eerst geldig gepubliceerd in 1884 door Döderlein.